# Conselho Nacional de Segurança Alimentar e Nutricional
| Conselho Nacional de Segurança Alimentar e Nutricional |                                                                   |
| www.gov.br/secretariageral/pt-br/consea/               |                                                                   |
| Criação                                                | 24 de abril de 1993 (31 anos) 28 de fevereiro de 2023 (recriação) |
| Extinção                                               | 1° de janeiro de 2019                                             |

O Conselho Nacional de Segurança Alimentar e Nutricional – Consea é um órgão colegiado brasileiro de assessoramento imediato à Presidência da República (Brasil)  (anteriormente vinculado ao Ministério do Desenvolvimento Social e Agrário - MDSA), vinculado a Secretária-Geral da Presidência. Foi criado em 22 de abril de 1993, pelo Decreto 807/93.
Sua atribuição é coordenar os programas federais ligados à segurança alimentar e nutricional, com abrangência nacional. O objetivo do conselho é, primordialmente, assessorar diretamente a presidência da República com relação a diversos temas relacionados à saúde e alimentação.  Tem uma atuação bastante ativa no combate à fome e nas iniciativas em prol da alimentação saudável, como a redução da utilização de agrotóxicos na agricultura. É também o órgão responsável pela organização, no máximo a cada quatro anos, da Conferência Nacional de Segurança Alimentar e Nutricional.
O Consea é caracterizado principalmente pelo conceito da intersetorialidade(...) um conjunto de ações articuladas e coordenadas, utilizando os recursos existentes em cada setor (materiais, humanos, institucionais), de modo mais eficiente direcionando-os para ações que obedeçam a uma escala de prioridades estabelecidas em conjunto (Consea, 2006. p. 6).

## Período 1986 - 1994
O Consea tinha como antepassados a Ação da Cidadania, movimento suprapartidário que visava discutir a agenda da SAN e da miséria, duas das principais problemáticas brasileiras na década de 80 e 90. A Ação da Cidadania mobilizou diversas instituições da sociedade civil e do governo, abrindo caminho para a criação, pelo Governo Federal, do Plano de Combate à Fome e à Miséria em 1993 (Burlandy, 2011). 
O  1º Consea foi criado também em 1993, enquanto órgão de aconselhamento junto à Presidência da República, sendo composto por sete ministros de Estado e 21 representantes da sociedade civil. Essa primeira versão do órgão contava com a participação de entidades vinculadas à Ação da Cidadania, como Igrejas cristãs, federação de indústrias e trabalhadores da agricultura, entre outras (Burlandy, 2011).
A agenda dessa primeira versão do órgão foi marcada pela dificuldade de tocar em questões estruturais, principalmente as econômicas, ficando encarregado basicamente de lidar apenas com a questão do acesso aos alimentos. Em 1995, o 1º Consea foi extinto a poucos dias da posse de Fernando Henrique Cardoso (Burlandy, 2011). 

## Período 2003 - 2016
Em 2003, o combate à fome e a SAN voltaram a ser pauta central no governo brasileiro com o lançamento da Estratégia Fome Zero. A participação da sociedade civil nessas pautas assumiu lugar central. Sendo assim, o Consea é reconstituído, realizando a  2º Conferência Nacional de SAN e a 3º Conferência Nacional de SAN em 2004 e 2007, respectivamente (Burlandy L, 2011).
Em 2007 o Consea passou a ser composto por 57 membros, segundo o decreto 6.272 de 23/11/2007, sendo que um terço desses representantes seriam de instâncias governamentais, desde a Casa Civil passando por Ministérios e Secretarias (de Moraes VD, Machado VC, Magalhães R, 2021). A lista de entidades civis participantes do Consea, em 2016, possuía 39 membros. Participavam desde entidades ligadas à luta por direitos dos povos indígenas, negras e negros, mulheres, centrais sindicais e estudantis, redes e fóruns temáticos, etc (de Moraes VD, Machado VC, Magalhães R, 2021). 

#### Estrutura organizacional (2006-2016)
O Consea possuía uma Mesa Diretiva que servia como a instância decisiva na construção de sua agenda. As temáticas escolhidas eram então debatidas pelas Comissões Permanentes e as resoluções tiradas desses debates eram encaminhadas à Presidência da República e a órgãos do governo (...) por meio das recomendações, exposições de motivos e resoluções. As recomendações contêm proposições dirigidas a um determinado órgão público. As exposições de motivos são documentos analíticos com proposições encaminhadas à Presidência da República. As resoluções tratam de deliberações sobre a organização e funcionamento interno do Consea (de Moraes, Machado, Magalhães, 2021).

#### Agenda do Consea (2006 - 2016)
As principais pautas do Consea ao longo desse período, além das relacionadas à manutenção do órgão, foram programas de SAN, direito humano à alimentação adequada, agricultura familiar, povos e comunidades tradicionais, combate à pobreza extrema e o Plano Brasil sem miséria. É importante destacar que esse período se caracterizou pela tentativa de institucionalização do próprio Consea, sendo esses um dos possíveis motivos para boa parte da agenda ser voltada para diretrizes de planejamento/gestão e orçamento do próprio órgão (de Moraes, Machado, Magalhães, 2021).

## Extinção
O governo do Presidente Jair Bolsonaro extinguiu o órgão através da Medida Provisória nº 870 de 1° de janeiro de 2019. Em maio do mesmo ano, foi criada no Congresso uma Comissão Especial Mista para analisar a MP 870 e o texto que extinguia o Consea foi suspenso. No entanto, tal suspensão foi vetada por Bolsonaro, com a alegação de que houve "invasão de prerrogativas" do Executivo.
Finalmente, no dia 23 de Setembro de 2019 o conselho foi extinto definitivamente, em uma votação que aconteceu no Congresso Nacional, onde 162 parlamentares, deputados e senadores foram contrários ao veto, mas 299 foram a favor.

## Recriação
No dia 28 de fevereiro de 2023, o presidente Lula reinstalou o Consea.